# Geraldine McEwan
Geraldine McEwan (geboren als: Geraldine McKeown; * 9. Mai 1932 in Old Windsor, Berkshire; † 30. Januar 2015 in London) war eine britische Film- und Theaterschauspielerin.

## Leben
Geraldine McEwan stand bereits seit ihrem 14. Lebensjahr auf der Bühne, als sie 1946 am Theatre Royal in Windsor debütierte. 1950, vier Jahre später, war sie bereits eine gefragte Schauspielerin im bekannten Londoner Theaterbezirk West End. In den 1950er Jahren erhielt McEwan ein Engagement am Shakespeare Memorial Theatre in Stratford-upon-Avon, ehe sie 1961 Mitglied der Royal Shakespeare Company wurde.
McEwan galt in England als gefragte Theateraktrice, die in Stücken wie Viel Lärm um nichts, Hamlet und Perikles, Prinz von Tyrus überzeugte und sich mit dem Theater auf Tourneen unter anderem nach Moskau und Leningrad begab.
Ihre Karriere bei Film und Fernsehen begann 1953 und war zunächst auf britische Filme beschränkt. Einer ihrer ersten bekannteren Filme war die Theaterverfilmung Henry V. von 1989, an der Seite von Kenneth Branagh. Außerdem bleibt Filmfans McEwans Darstellung der Zauberin Mortianna in dem 1991 produzierten Abenteuerfilm Robin Hood – König der Diebe in Erinnerung. 2004 wurde McEwan für die Rolle der Miss Marple in Agatha Christie’s Marple ausgewählt und stand bis 2007 in zwölf abendfüllenden Kriminalfilmen als die bekannte Detektivin vor der Kamera.
Geraldine McEwan sollte 1986 zum Officer of the British Empire (OBE) ernannt werden, was sie jedoch dankend ablehnte. Ebenso verhielt es sich 2002, als man sie als Dame Commander of the Bath (DBE) adeln wollte.
Sie war von 1953 bis zu seinem Tod im August 2002 mit dem britischen Filmproduzenten Hugh Cruttwell verheiratet, der von 1965 bis 1984 Direktor der Royal Academy of Dramatic Art war. Das Paar bekam zwei Kinder, von denen der Sohn Greg Cruttwell in den 1990er Jahren als Schauspieler tätig war.
Geraldine McEwan starb am 30. Januar 2015 an den Folgen eines im Oktober 2014 erlittenen Schlaganfalls im Londoner Charing Cross Hospital.

## Filmografie (Auswahl)
- 1953: There Was a Young Lady
- 1954: Crime on Our Hands (Fernsehserie, sechs Folgen)
- 1967–1971: Jackanory (Fernsehserie, elf Folgen)
- 1969: The Dance of Death
- 1976: Vagabund in tausend Nöten (The Bawdy Adventures of Tom Jones)
- 1976: Die kleinen Pferdediebe (Escape from the Dark)
- 1979: The Prime of Miss Jean Brodie (Fernsehserie, sechs Folgen)
- 1985–1986: Mapp & Lucia (Fernsehserie, zehn Folgen)
- 1986: R.A.M.S. - 3 Frauen und kein Baby (Foreign Body)
- 1989: Henry V. (Henry V)
- 1991: Robin Hood – König der Diebe (Robin Hood: Prince of Thieves)
- 1992–1993: Mulberry (Fernsehserie, 13 Folgen)
- 1995: Die Bibel – Moses (Moses; Fernsehfilm)
- 1999: Der Liebesbrief (The Love Letter)
- 1999: Titus
- 2000: Verlorene Liebesmüh’ (Love’s Labour’s Lost)
- 2000: Bei Berührung Tod (Contaminated Man)
- 2002: Ein Kind von Traurigkeit (Pure)
- 2002: Früchte der Liebe – Food of Love (Food of Love)
- 2002: Die unbarmherzigen Schwestern (The Magdalene Sisters)
- 2004: Vanity Fair – Jahrmarkt der Eitelkeit (Vanity Fair)
- 2005: Wallace & Gromit – Auf der Jagd nach dem Riesenkaninchen (Wallace & Gromit: The Curse of the Were-Rabbit; Stimme)
- 2004–2007: Agatha Christie’s Marple (Agatha Christie’s Marple, Fernsehserie, 12 Folgen)
- 2008: Wallace & Gromit – Auf Leben und Brot (Wallace & Gromit: A Matter of Loaf and Death; Stimme)
- 2011: Arrietty – Die wundersame Welt der Borger (Karigurashi no Arietti; Stimme engl. Version)